# Équipe d'Australie féminine de hockey sur glace
Cet article traite de l'équipe féminine. Pour l'équipe masculine, voir Équipe d'Australie de hockey sur glace.
L'équipe d'Australie féminine de hockey sur glace est la sélection nationale d'Australie regroupant les meilleures joueuses australiennes de hockey sur glace féminin lors des compétitions internationales. Elle est sous la tutelle d'Ice Hockey Australia. L'Australie est classée 29e sur 42 équipes au classement IIHF 2021 .

## Résultats

### Jeux olympiques
L'équipe féminine d'Australie n'a jamais participé aux Jeux olympiques.

### Championnats du monde
L'Australie participe pour la première fois au championnat du monde féminin en 2000, jouant dans le tournoi de qualification pour le Groupe B de l'édition 2001. En 2003, elle remporte la Division III mais y est reléguée dès l'année suivante. En 2007, les joueuses australiennes s'imposent en Division III mais y sont de nouveau reléguée un an plus tard. En 2009, la Division III à laquelle l'Australie devait participer a été annulée, faute de pays organisateur.
- 1990-1999 — Ne participe pas
- 2000 — Vingt-troisième (7e des qualifications pour le Groupe B)
- 2001 — Vingt-et-unième (3e du groupe B des qualifications pour la Division I)
- 2003 — Vingt-et-unième (1er de Division III)
- 2004 — Vingtième (5e de Division II)
- 2005 — Vingt-cinquième (5e de Division III)
- 2007 — Vingt-deuxième (1er de Division III)
- 2008 — Vingt-et-unième (6e de Division II)
- 2009 — Division III annulée
- 2011 — Vingt-deuxième (2e de Division III)
- 2012 — Vingt-troisième (3e de Division IIA)
- 2013 — Vingt-troisième (3e de Division IIA)
- 2014 — Vingt-sixième (6e de Division IIA)
- 2015 — Trente-et-unième (5e de Division IIB)
- 2016 — Vingt-septième (1er de Division IIB)
- 2017 — Vingt-et-unième (1er de Division IIA) [4]
- 2018 — Vingt-cinquième (4e de Division IIA) [5]
- 2019 — Vingt-huitième (6e de Division IIA)
- 2020 — Vingt-neuvième (1re de Division IIB)
- 2021 — Pas de compétition en raison de pandémie de coronavirus [6].

Note :  Promue ;  Reléguée

### Challenge d'Asie
- 2010-2012 — Ne participe pas
- 2014 — Quatrième
- 2015-2017 — Ne participe pas

## Classement mondial
| Année | Rang | Points | Progression |
| ----- | ---- | ------ | ----------- |
| 2003  | 22   | 530    | -           |
| 2004  | 21   | 1 270  | +1          |
| 2005  | 22   | 1 375  | -1          |
| 2006  | 23   | 850    | -1          |
| 2007  | 23   | 1 205  | ±0          |
| 2008  | 22   | 1 405  | +1          |
| 2009  | 23   | 890    | -1          |
| 2010  | 25   | 535    | -2          |
| 2011  | 24   | 880    | +1          |
| 2012  | 24   | 1 205  | ±0          |

| Année      | Rang | Points | Progression |
| ---------- | ---- | ------ | ----------- |
| 2013       | 23   | 1 540  | +1          |
| Fév. 2014  | 27   | 1 025  | -4          |
| Avril 2014 | 28   | 1 645  | -1          |
| 2015       | 29   | 1 495  | -1          |
| 2016       | 28   | 1 470  | +1          |
| 2017       | 27   | 1 485  | +1          |
| Fév. 2018  | 30   | 1 485  | -3          |
| Avril 2018 | 30   | 1 555  | ±0          |
| 2019       | 29   | 1 535  | +1          |
| 2020       | 29   | 1 480  | ±0          |
| 2021       | 29   | 1 435  | ±0          |

## Équipe moins de 18 ans

### Championnat du monde moins de 18 ans
- 2008-2015 — Ne participe pas
- 2016 — 7e de la Qualification pour la Division I
- 2017 — 1er de la Qualification pour la Division IB
- 2018 — 6e de la Division IB
- 2019 — 4e de la Qualification pour la Division IB
- 2020 — 3e de la Division IIA
- 2021 — Pas de compétition en raison de la pandémie de coronavirus